# Réserve naturelle de Hongværet/Galtholmen
La réserve naturelle de Hongværet/Galtholmen est une réserve naturelle norvégienne et un site Ramsar est située dans la municipalité de Bø dans le comté de Nordland.

## Description
La réserve naturelle se trouve au sud-est de Ringstad, sur l'île de Langøya. Elle se compose de quelques îlots plats à la végétation luxuriante. Elle couvre une superficie de 0,795 km2, dont 0,725 km2 en zone maritime. La zone est protégée pour sauvegarder une importante zone de nidification et de production pour les oiseaux marins.